# Cosmas Indicopleustes

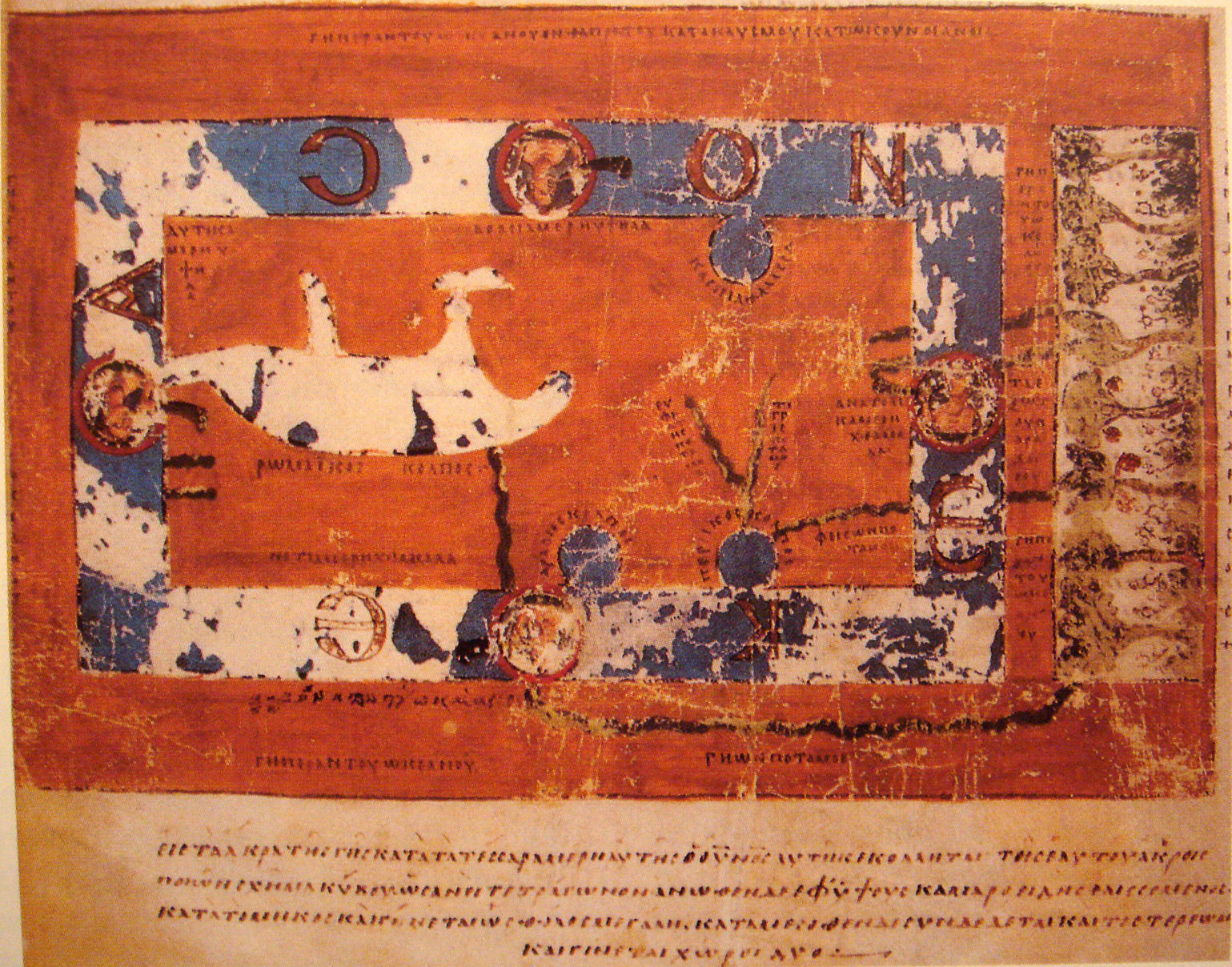
Mapamundi de Cosmas Indicopleustes

Cosmas Indicopleustes (en griego, Κόσμας Ἰνδικοπλεύστης, "navegante del Índico") fue un marino griego de Alejandría que navegó a Etiopía, la India y Sri Lanka en la primera mitad del siglo VI. Posteriormente se hizo monje, quizá nestoriano, y hacia el año 550 escribió un libro, llamado Topographia Christiana, que ilustró profusamente. La obra está dividida en doce libros.

## Biografía
Cosmas, natural de Egipto —y probablemente de Alejandría—, se dedicó al comercio desde su infancia, pero, descontento de las condiciones del comercio en su propio país, emprendió una serie de viajes lejanos, en cuyo transcurso visitó las orillas del mar Negro, la península del Sinaí, Etiopía (Abisinia), y acaso Ceilán.
El objeto fundamental de su Topographia Christiana no ofrece gran interés, sino sus informaciones geográficas, históricas y mercantiles, ya que Cosmas se proponía demostrar a los cristianos que, a pesar del Almagesto de Claudio Ptolomeo, la Tierra no poseía forma esférica, sino más bien la de una caja rectangular.
La Topographia Christiana se ha conservado en dos copias manuscritas en griego, una en la Biblioteca Laurenciana de Florencia y otra en la Biblioteca Vaticana, en Roma, que son importantes no solo por el texto, sino por sus preciosas miniaturas, que parecen proceder de otras originales del arquetipo. La obra fue muy pronto traducida a las lenguas eslavas, en particular al ruso. A partir del siglo XVIII se hicieron varias ediciones de la obra, acompañadas de traducciones al latín, al francés y al inglés. La obra está dividida en doce libros y es una descripción de la tierra realizada partiendo de una interpretación literal de los textos bíblicos. Según Cosmas Indicopleustes la Tierra es plana (la idea de su esfericidad es desacreditada como pagana) y tiene forma rectangular, con la misma forma y proporciones que el Tabernáculo que se describe en el Antiguo Testamento. Cosmas Indicopleustes y, probablemente Lactancio, son los dos únicos autores cristianos de la Antigüedad y del medievo de los que se sabe con certeza que mantuvieron la idea de una tierra plana.
El libro de Cosmas prueba la existencia de tráfico comercial entre el Imperio bizantino y la India. También recoge valiosas informaciones oculares acerca del reino de Aksum, como la Inscripción de Adulis (Monumentum Adulitanum), y otras inscripciones en Nubia y las costas del mar Rojo, sobre el archipiélago de Zanzíbar y sobre Sri Lanka (llamado en distintas épocas Ceilán y Trapobana), cuya importancia comercial hace notar: en el siglo VI, Ceilán era un centro de comercio internacional entre China por una parte y por otra el África, Persia y, a través de Persia, Bizancio. Según Cosmas, «la isla, estando, como está, en una situación central, es muy frecuentada por naves que proceden de todas las partes de la India, y de Persia, y de Etiopía». Son interesantes también los datos que proporciona acerca de la difusión del cristianismo en la India. En la India septentrional y meridional se han descubierto monedas con el cuño de los emperadores bizantinos de los siglos IV, V y VI, es decir, Arcadio, Teodosio I, Teodosio II, Marciano, León I, Zenón, Anastasio I, Justino I y Justino II. Ello se debió a que en la economía internacional del siglo VI el Imperio bizantino desempeñaba un papel tan importante que, según Cosmas, «todas las naciones hacen su comercio con la moneda romana [la pieza de oro bizantina, nomisma o solidus], de una extremidad a otra de la Tierra. Esta moneda es mirada con admiración por todos los habitantes, cualquiera que sea el Estado a que pertenezca, porque no hay Estado alguno donde exista otra semejante».
Como historiador es fuente fiable: informa concienzudamente al lector de las fuentes que ha usado, y da una apreciación muy completa de cada una de ellas, separando sus propias observaciones («hechas por un testigo ocular») de los informes de otros testigos oculares y de los recogidos de versiones del boca en boca. Habla también de la fauna africana e india.
Otras cuatro obras de Cosmas de las que hay noticia se han perdido: serían una cosmografía, un tratado de astronomía y sendos comentarios sobre los Cánticos y los Salmos.